# Hexagonia velutina
Hexagonia velutina är en svampart som beskrevs av Pat. & Har. 1893. Hexagonia velutina ingår i släktet Hexagonia och familjen Polyporaceae.   Inga underarter finns listade i Catalogue of Life.